# Tricoma cylindricauda
Tricoma cylindricauda är en rundmaskart som beskrevs av Benjamin G. Chitwood 1936. Tricoma cylindricauda ingår i släktet Tricoma och familjen Desmoscolecidae. Inga underarter finns listade i Catalogue of Life.